# Hodorkivți, Jîdaciv
Hodorkivți (în ucraineană Ходорківці) este un sat în comuna Sokolivka din raionul Jîdaciv, regiunea Liov, Ucraina.

## Demografie
Componența lingvistică a localității Hodorkivți
     Ucraineană (100%)
Conform recensământului din 2001, toată populația localității Hodorkivți era vorbitoare de ucraineană (100%).